# Croix de guerre 1939-1945 (France)
Pour les articles homonymes, voir Croix de guerre.
La croix de guerre 1939-1945 est une décoration militaire française destinée à distinguer des personnes (civiles et militaires), des unités, des villes ou des institutions ayant fait l'objet d'une citation pour fait de guerre au cours de la Seconde Guerre mondiale.

## Historique
Les événements de la période 1939-1945 entraînent la création de plusieurs croix de guerre.
Mais une ordonnance du 7 janvier 1944 rétablit la croix de guerre instituée en 1939, tous les autres insignes étant suspendus.

### Première croix de guerre
C'est à l'initiative d'Édouard Daladier, président du Conseil et ministre de la Guerre que fut instituée la croix de guerre par un décret-loi du 26 septembre 1939. Réalisée sur le même modèle que celle de 1914-1918, mais avec la date 1939 inscrite au revers, et suspendue à un nouveau ruban de deux bandes rouges extérieures encadrant quatre bandes vertes séparées par trois fines rayures rouges.

### Croix de guerre Variante de Vichy et de l’État français
Le régime de Vichy décide par le décret du 23 mars 1941, de supprimer la croix de guerre de 1939 et d’en établir une nouvelle, accordée aux titulaires de l’ancienne après étude de leurs citations. La croix reste la même, mais marquée au revers des dates 1939-1940. Le ruban est vert avec sept liserés noirs.
Par la suite, un ruban gris à liserés bleu foncé (toujours au nombre de sept) est créé l'avers porte une labrys comportant divers détails et références : le manche est un bâton de Maréchal à dix étoiles dont les fers sont gravés selon les couleurs nationales de façon centrifuge (rayures horizontales pour les zones bleues et verticales pour les zones rouges les zones blanches sont unies) le tout superposée à la mention ETAT FRANÇAIS. Le revers porte la date 1944 (à confirmer), cette variante serait plus rare.
Par ordonnance du Comité français de la Libération nationale (CFLN) du 7 janvier 1944, le port de cette décoration fut interdit. La croix de guerre créée pour les membres de la LVF a été annulée par arrêté du gouvernement provisoire de la République française (GPRF) du 28 octobre 1944.

### Croix de guerre dite «Giraud»
À Alger, le général Giraud, par décision du 16 mars 1943, remet en vigueur la croix de guerre avec le ruban de 1914-1918, avec au revers l'inscription 1943 et à l'avers deux drapeaux croisés en remplacement de l'effigie de la République.

### Croix de guerre «France libre»
Le 30 septembre 1942, par décret no 514 du général de Gaulle, chef de la France Libre, crée une citation à l’ordre des Forces françaises libres (FFL) donnant droit au port de la croix de guerre avec une palme en vermeil. L’ordonnance du 7 janvier 1944 définit les modalités qui différencient cette croix de la précédente.

Croix de guerre 1939-1940 (avers).
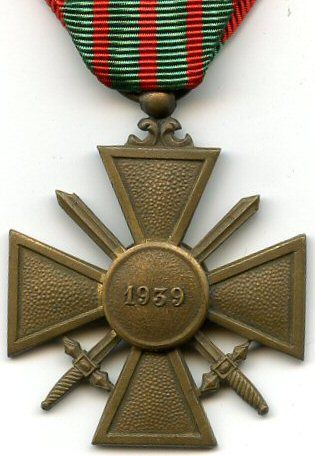
Croix de guerre 1939 (revers).
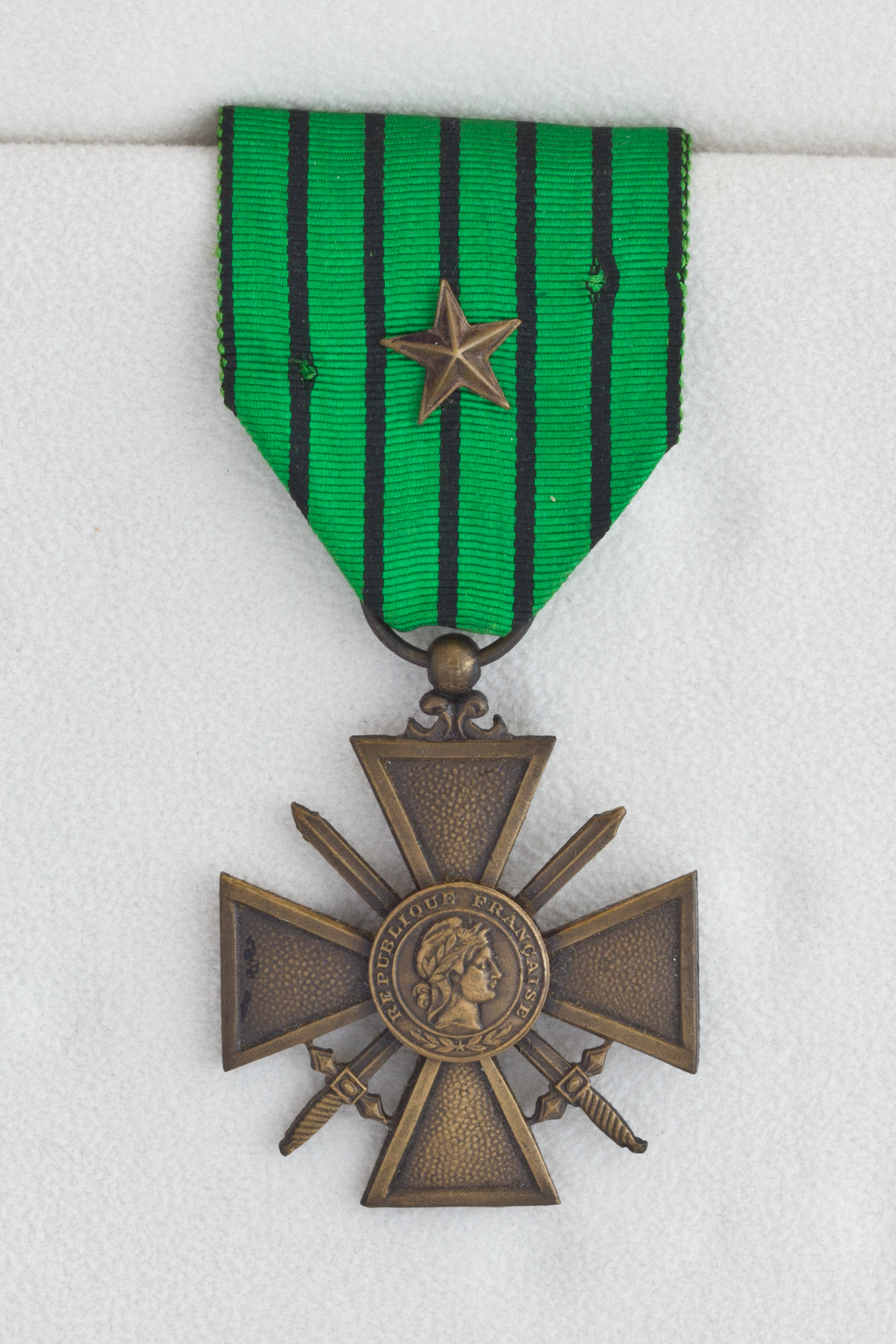
Croix de guerre de Vichy avec étoile de bronze correspondant à une citation à l'ordre de l'armée.

## Médaille
- Médaille : en bronze florentine à quatre branches avec deux épées croisées. Le centre représente, à l'avers, la tête de la République avec bonnet phrygien, orné de lauriers avec l'inscription « republique française ». Au revers, les dates « 1939 » ou «1939-1945 ».

- Ruban :  : rouge, partagé par quatre bandes vertes, séparées entre elles et disposées de manière à laisser trois bandes rouges intérieures.

- Citations[2],[3] : identiques à celles de 1914-1918.

- Étoiles :
  -  bronze : citation à l'ordre du régiment ou à l'ordre de la brigade
  -  argent : citation à l'ordre de la division
  -  vermeil : citation à l'ordre du corps d'armée
- Palme :
  -  bronze : citation à l'ordre de l'armée
  -  argent : représente cinq citations à l'ordre de l'armée
  -  vermeil : citation à l’ordre des Forces françaises libres (FFL) ou à l'ordre de la Nation[4]

## Décorés
En plus des combattants et non-combattants décorés pour faits de guerre, un certain nombre de citations sont décernées à titre collectif à des régiments, à des navires de guerre, à 1 548 villes (entre 1948 et 1949) soit 209 communes décorées des deux croix de guerre).
Néanmoins, compte tenu des événements de l'époque (occupation, déportation), la croix de guerre 1939-1945 continue de nos jours[Quand ?] à être décernée.
L'Association nationale des croix de guerre et de la valeur militaire, fondée en 1919 par le vice-amiral Émile Guépratte regroupe également l'ensemble des soldats de tous grades, les villes, les unités militaires des trois armées, et les institutions civiles, décorés de la croix de guerre 1939-1945.

## Cérémonial de réception
L'attribution de la croix de guerre ne s'accompagne d'aucun cérémonial obligatoire. La remise à l'intéressé d'un extrait de l'ordre le citant suffit à établir ses droits au port de cette distinction.
La procédure officielle :
- premièrement, un acte officiel écrit sur la demande du chef de corps du régiment auquel appartiennent l'officier, le sous-officier et soldat concernant son acte de bravoure donnant droit à une citation puis à l'attribution d'une médaille (croix de la Légion d'honneur, médaille militaire, croix de guerre, croix de la Valeur militaire, etc.) ;
- deuxièmement, la demande doit passer devant une commission chargée de l'octroi des récompenses. Cette commission présidée par un officier supérieur épaulé par d'autres officiers ;
- troisièmement, la demande sera envoyée sur rapport au ministre de la guerre (devenu ministre de la Défense, puis ministre des Armées) qui lui donnera son avis ;
- quatrièmement, un extrait de l'arrêté sera publié pour prendre rang à compter du … sur le journal officiel (seulement les citations qui octroient la remise de la Légion d'honneur ou de la médaille militaire) autrement elles ne sont pas publiées au Journal officiel. Elles sont archivées aux bureaux des archives militaires de Pau ;
- cinquièmement, l'intéressé peut porter sa décoration.

Les citations à l’ordre de l’armée sont exclusivement décernées par le ministre de la Défense. Celles concernant les autres degrés allant du corps d’armée au régiment relèvent de la compétence exclusive du général, chef d’état-major des armées. Cela n'a pas toujours été le cas : par exemple pendant la Première Guerre mondiale les citations à l'ordre de l'armée étaient décernées exclusivement par un général d'armée. Pour les citations à l'ordre du corps d'armée, elles étaient décernées exclusivement par un général de corps d'armée, ainsi de suite.

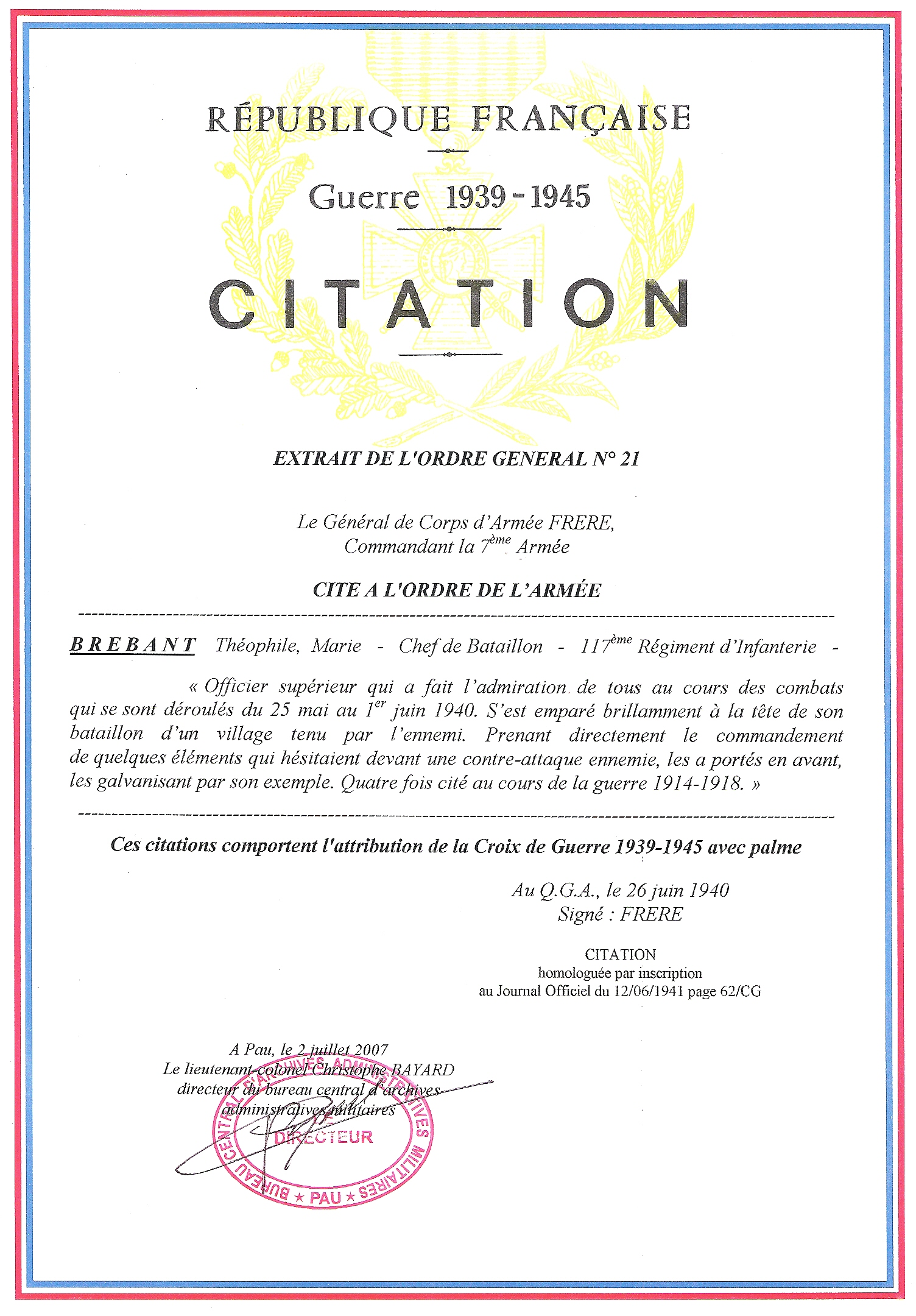
Citation à l'ordre de l'armée du 26 juin 1940 puis l'attribution de la croix de guerre 1939-1945 avec palme à Théophile Marie Brébant.
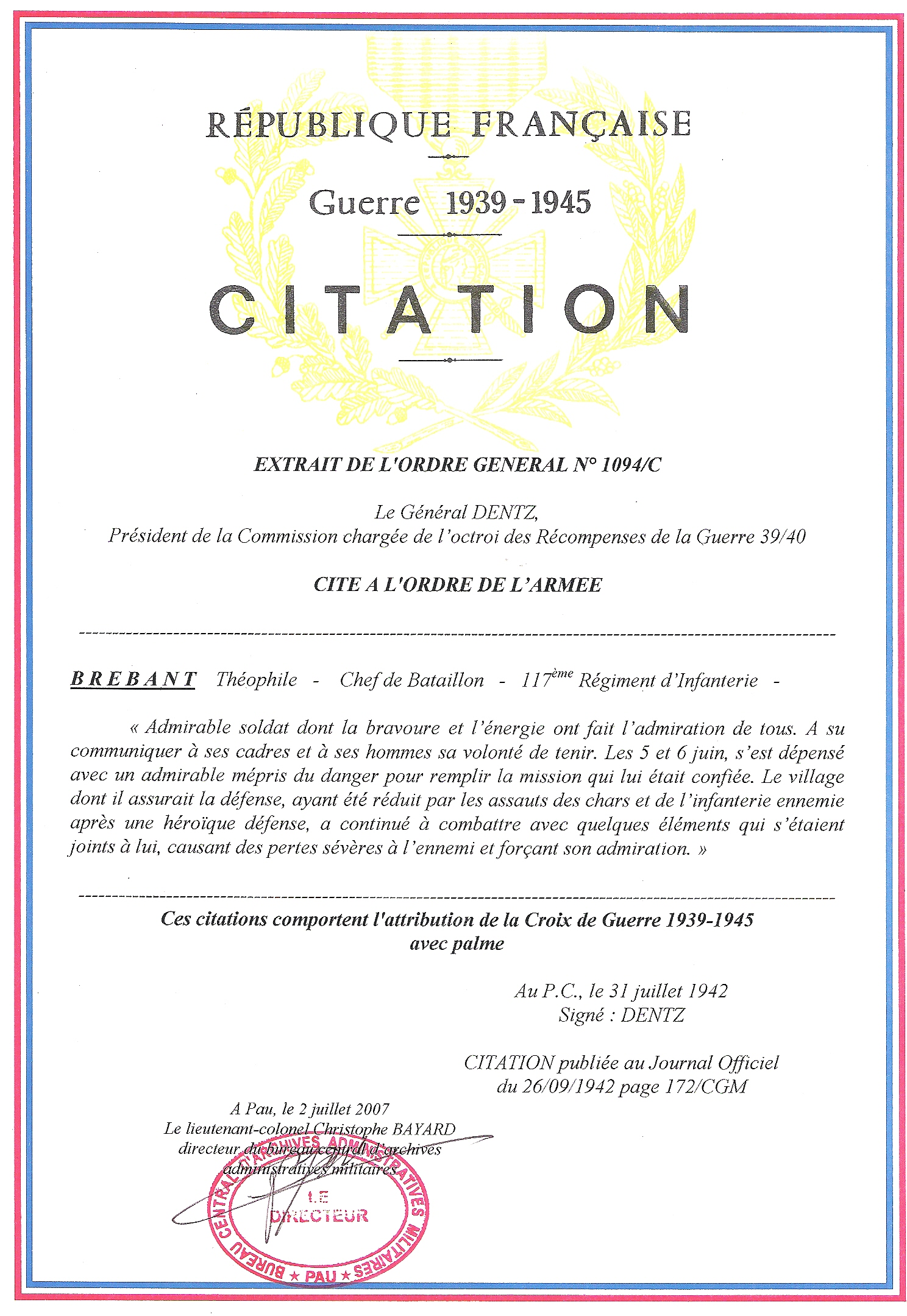
Citation à l'ordre de l'armée du 31 juillet 1942 puis l'attribution de la croix de guerre 1939-1945 avec palme à Théophile Marie Brébant.

## Galerie

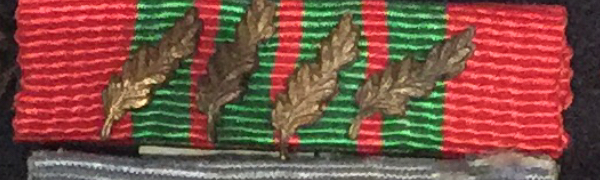
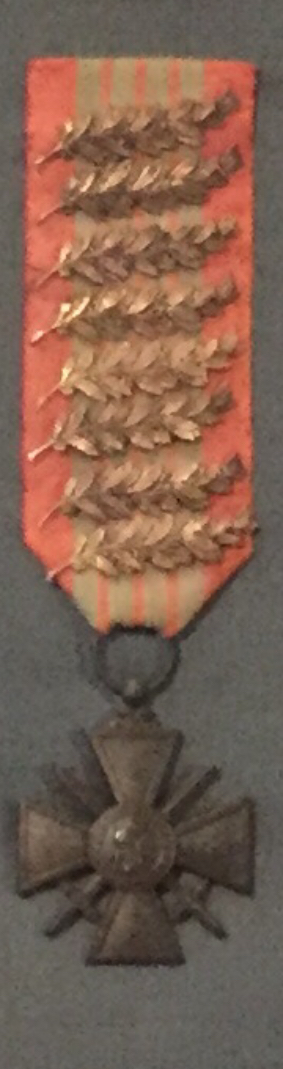
Croix de guerre du général Brosset.
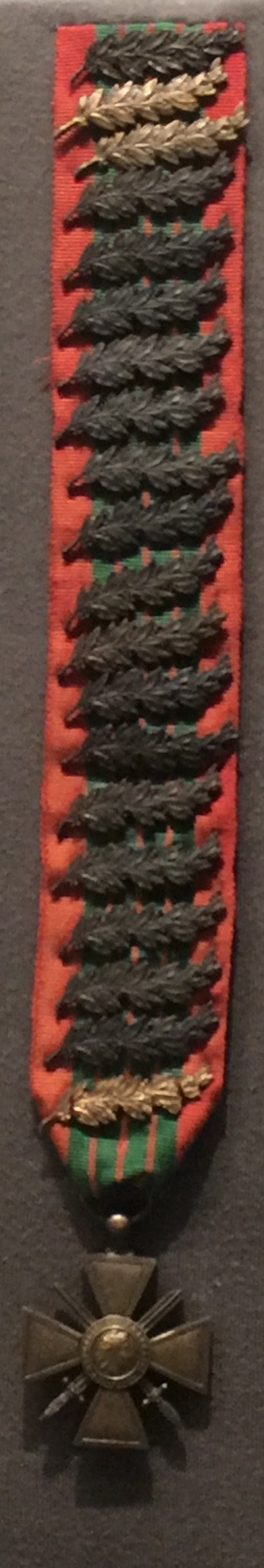
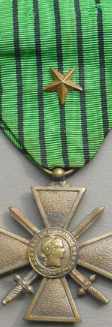
Croix de guerre de Vichy avec une étoile de bronze.